# Градище (Гайтаниново)
Вижте пояснителната страница за други значения на Градище.
Градище е късноантична крепост, разположена край село Гайтаниново, България.
Крепостта е разположена на хълм с гледка, на 1,14 km южно от центъра на селото. Остатъци от зидовете на стената вече не съществуват. Има следи от древна наблюдателна кула. Васил Кънчов посещава крепостта на 5 юли 1891 година и пише:
| „ | Подир един час път стигнахме до върха на височината. Тук има една поляна, около 5-6 дюлюма голяма. Тя се нарича Градището. Сега е изорана и посеяна с ниви. Из ораното често нормирали стари пари, тухли и други остатъци от зидове и здания. На най-западния край на поляната стои до 60 m висока могила. На върха и има кръгообразна площ с обиколка 300 добри крачки. Тия площи са били опасани с двойни яки стени, дебели един метър. От стената са останали долните части. Камъните са слепени с добър хоросан, в който има пясък от тъпчени керемиди откъм север, юг и запад крепостта е била съвсем недостъпна, защото склоновете и са много стръмни и има повече от 400 m дълбочина до долината на р. Буровица, която тече на юг от планината, и почти толкова до другата една река, която върви на север от височината. От върха на крепостта се отваря един широк простор. | “ |